# Sultan Mastura
Sultan Mastura é um município de  quinta classe de renda municipal (d) na província Maguindanao do Norte, nas Filipinas. De acordo com o censo de 1 de maio  de  2020 possui uma população de 25 331 pessoas e 4 445 domicílios.